# Micah Sloat
Micah Sloat (Westport, 8 de maio de 1981) é um ator e músico estadunidense, em grande parte conhecido por seu papel como Micah, no filme de terror Atividade Paranormal e da sequência Atividade Paranormal 2, além de uma participação no spin-off Paranormal Activity: The Marked Ones.

## Biografia
Sloat nasceu em Westport, Connecticut, e se formou em Filosofia no Skidmore College em 2004. Como músico, Micah tocava rock e blues e canta também com o coro Westminster.
Ele participou do Musicians Institute em Hollywood e começou a estudar atuação. Ele ainda estava tendo aulas de arte quando notou um anúncio para atuar em Atividade Paranormal, em 2006. O anúncio, que solicitava atores desconhecidos, exigia que o candidato pudesse ter capacidade de improvisar e disponibilidade para trabalhar durante a noite com a gravação do filme, sem saber qual seria a próxima cena.
Lançado em 2009, Atividade Paranormal provou ser um sucesso inesperado de bilheteria, arrecadando mais de R$ 100 milhões. Ele voltou para a franquia Paranormal Activity na seqüência do filme.
Foi revelado que Sloat não iria retornar para a terceira sequência do filme Atividade Paranormal chamada "Atividade Paranormal 3".
Micah faz uma pequena aparição no spin-off da série de filmes, o quinto da franquia. Sua cena é a mesma mostrada no final do primeiro filme, onde ele é morto por sua esposa Katie, só que mostrada de outro cômodo.

## Filmografia
- "Atividade Paranormal" (2007)
- "Atividade Paranormal 2" (2010)
- "Atividade Paranormal: Marcados Pelo Mal" (2014)